# Leo Santana
Leo Dalis Santana Heredia (ur. 7 czerwca 1998) – dominikański zapaśnik startujący w stylu klasycznym. Brązowy medalista igrzysk panamerykańskich w 2019 i ósmy w 2023. Wicemistrz igrzysk Ameryki Środkowej i Karaibów w 2018. Wygrał mistrzostwa panamerykańskie w 2021; trzeci w 2020 i 2022 roku.